# Krông Ana
Krông Ana là một huyện thuộc tỉnh Đắk Lắk, Việt Nam.

## Địa lý

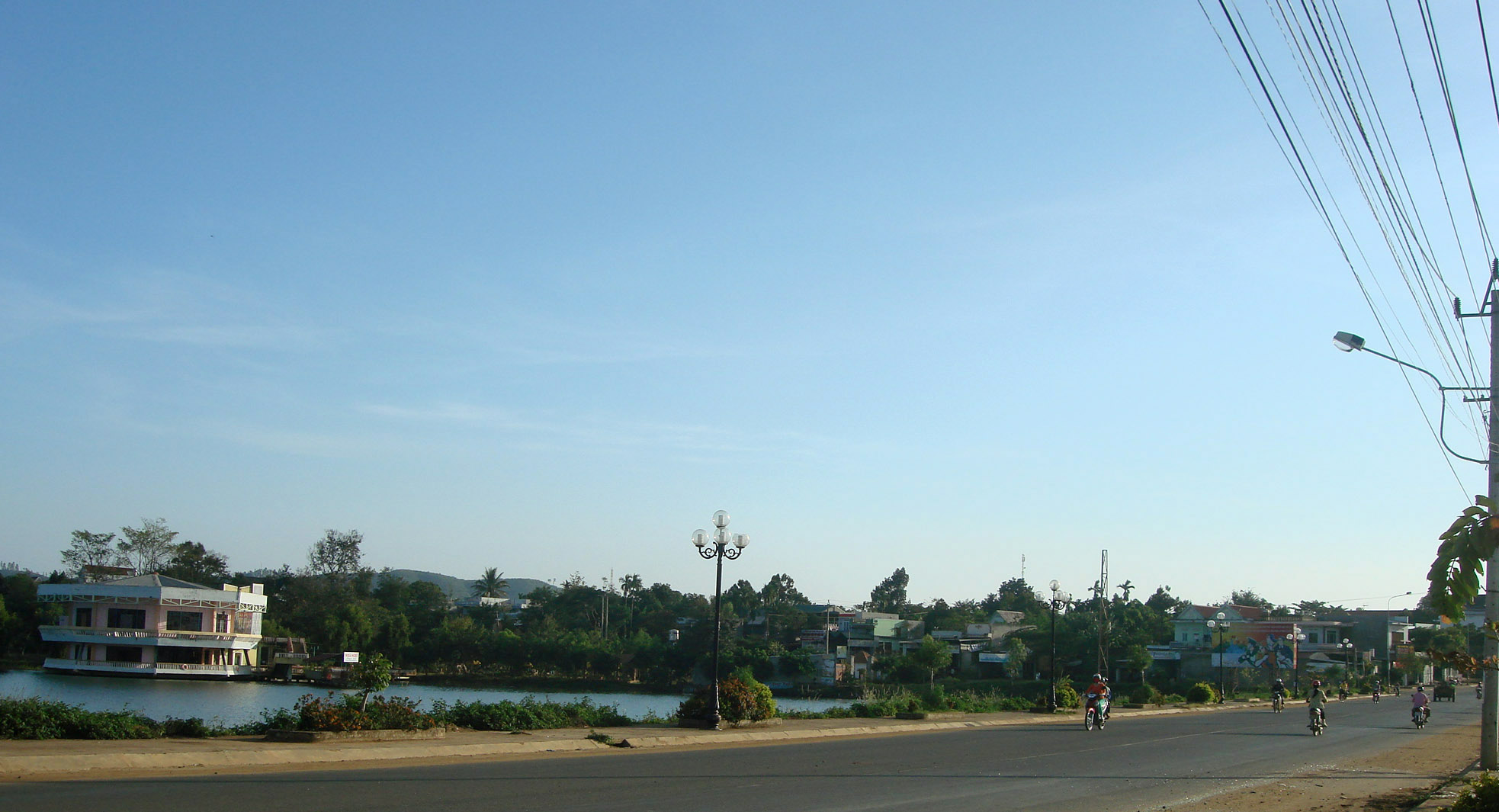
Hồ Sen ở thị trấn Buôn Trấp

Huyện Krông Ana nằm ở phía nam tỉnh Đắk Lắk, có vị trí địa lý:
- Phía đông giáp huyện Krông Bông
- Phía tây giáp huyện Krông Nô và huyện Cư Jút thuộc tỉnh Đắk Nông
- Phía nam và đông nam giáp huyện Lắk
- Phía bắc giáp thành phố Buôn Ma Thuột và huyện Cư Kuin.

Hai con sông chính trên địa bàn huyện là sông Krông Ana và sông Krông Nô.

## Hành chính
Huyện Krông Ana có 8 đơn vị hành chính cấp xã trực thuộc, bao gồm thị trấn Buôn Trấp và 7 xã: Băng Adrênh, Bình Hòa, Dray Sáp, Dur Kmăl, Ea Bông, Ea Na, Quảng Điền.

## Lịch sử
Tên huyện được đặt theo tên của sông Krông Ana, một trong hai phụ lưu hợp thành của sông Srêpốk.
Sau năm 1975, địa bàn huyện Krông Ana hiện nay tương ứng với xã Ea Bông thuộc thị xã Buôn Ma Thuột.
Tháng 3 năm 1977, Ủy ban nhân dân tỉnh ban hành Quyết định số 14/TC. Theo đó, chia xã Ea Bông thành 3 xã: Ea Bông, Ea Na và Quảng Điền.
Ngày 19 tháng 9 năm 1981, Hội đồng Bộ trưởng ban hành Quyết định 75-HĐBT. Theo đó, thành lập huyện Krông Ana trên cơ sở tách 4 xã: Ea Bông, Ea Na, Ea Tiêu, Quảng Điền thuộc thị xã Buôn Ma Thuột và 3 xã: Ea Bhôk, Ea Ktur, Hòa Hiệp thuộc huyện Krông Pắc.
Khi mới thành lập, huyện bao gồm 7 xã: Ea Bhốk, Ea Bông (trung tâm huyện), Ea Ktur, Ea Na, Ea Tiêu, Hòa Hiệp và Quảng Điền. 
Ngày 6 tháng 3 năm 1984, Hội đồng Bộ trưởng ban hành Quyết định 35-HĐBT. Theo đó:
- Chia xã Ea Bông thành 3 đơn vị hành chính: xã Ea Bông, xã Dur Kmăl và thị trấn Buôn Trấp
- Chia xã Quảng Điền thành 2 xã: Quảng Điền và Bình Hòa.

Trong giai đoạn 1988-1994, huyện thành lập thêm 2 xã Cư Êwi và Ea Hu.
Ngày 31 tháng 12 năm 2002, thành lập xã Băng Adrênh trên cơ sở 4.390 ha diện tích tự nhiên và 3.459 người của xã Dur Kmăl.
Ngày 29 tháng 8 năm 2003, thành lập xã Dray Sáp trên cơ sở 3.950 ha diện tích tự nhiên và 8.049 người của xã Ea Na.
Ngày 26 tháng 11 năm 2003, Quốc hội ban hành Nghị quyết 22/2003/QH11 chia tỉnh Đắk Lắk thành hai tỉnh Đắk Lắk và Đắk Nông, huyện Krông Ana thuộc tỉnh Đắk Lăk.
Ngày 23 tháng 3 năm 2005, thành lập xã Dray Bhăng trên cơ sở trên cơ sở 4.159 ha diện tích tự nhiên và 9.294 người của xã Hòa Hiệp.
Cuối năm 2006, huyện Krông Ana có 15 đơn vị hành chính trực thuộc, gồm thị trấn Buôn Trấp và 14 xã: Băng Adrênh, Bình Hòa, Cư Êwi, Dray Bhăng, Dray Sáp, Dur Kmăl, Ea Bhốk, Ea Bông, Ea Hu, Ea Ktur, Ea Na, Ea Tiêu, Hòa Hiệp, Quảng Điền.
Ngày 27 tháng 8 năm 2007, Chính phủ ban hành Nghị định 137/2007/NĐ-CP. Theo đó:
- Thành lập xã Ea Ning trên cơ sở điều chỉnh 2.778 ha diện tích tự nhiên và 12.700 người của xã Cư Êwi
- Thành lập huyện Cư Kuin trên cơ sở tách 8 xã: Cư Êwi, Dray Bhăng, Ea Bhôk, Ea Hu, Ea Ktur, Ea Ning, Ea Tiêu và Hòa Hiệp thuộc huyện Krông Ana.

Huyện Krông Ana còn lại 1 thị trấn và 7 xã như hiện nay.
Ngày 30 tháng 12 năm 2014, Bộ Xây dựng ban hành Quyết định số 1580/QĐ-BXD về việc công nhận thị trấn Buôn Trấp là đô thị loại IV.